# Martin Jørgensen
Pour les articles homonymes, voir Jorgensen.
 (février 2022).
Lars Martin Jørgensen, né le 6 octobre 1975 à Aarhus au Danemark est un footballeur international danois qui jouait au poste de milieu de terrain offensif. Il évolue pendant près de treize ans dans le championnat d'Italie.

## Biographie

### En club
Né à Aarhus au Danemark, Martin Jørgensen est formé par le club de sa ville natale, l'AGF Århus.
Il se classe troisième du championnat d'Italie lors de la saison 1997-1998 avec l'Udinese Calcio.
Lors de l'été 2004, il s'engage en faveur de l'AC Fiorentina. Il inscrit son premier but pour la Fiorentina le 31 octobre 2004, lors d'une rencontre de championnat contre l'US Lecce. La Fiorentina l'emporte par quatre buts à zéro ce jour-là.
Il dispute au cours de sa carrière 159 matchs en première division danoise, inscrivant 19 buts, et 336 matchs en première division italienne, marquant 44 buts. Il participe également aux compétitions européennes, disputant sept matchs en Ligue des champions (un but), 30 matchs en Coupe de l'UEFA (deux buts), et deux en Coupe des coupes.
Il atteint avec la Fiorentina les demi-finales de la Coupe de l'UEFA en 2008, en étant éliminé par le club écossais des Rangers. Lors de cette compétition, il se met en évidence à l'occasion de la phase de groupe en marquant un doublé contre le club suédois de l'IF Elfsborg le 8 novembre 2007, contribuant à la victoire de son équipe par six buts à un.
Il inscrit son seul et unique but en Ligue des champions le 9 décembre 2009, sur la pelouse de Liverpool, permettant à la Fiorentina d'enregistrer une victoire de prestige à l'extérieur (1-2).

### En équipe nationale
Il reçoit sa première sélection en équipe du Danemark le 22 avril 1998, en amical contre la Norvège, où il joue huit minutes (défaite 0-2).
Il est ensuite retenu par le sélectionneur Bo Johansson afin de participer à la Coupe du monde 1998 organisée en France. Lors de ce mondial, il joue cinq matchs. Il se met en évidence en délivrant une passe décisive contre la France en phase de poule, puis une autre contre le Nigeria en huitième. Il s’illustre également avec un but lors du quart de finale perdu face au Brésil, ce qui constitue son premier but avec le Danemark.
Le 8 septembre 1999, il marque son deuxième but, face à l'Italie (victoire 2-3). Le 13 novembre de la même année, il récidive avec un nouveau but face à Israël (large victoire 0-5). Ces deux rencontres rentrent dans le cadre des éliminatoires de l'Euro 2000. Il participe ensuite à la phase finale de l'Euro 2000 organisé en Belgique et aux Pays-Bas. Lors de cette compétition, il ne joue qu'une seule rencontre, face à l'équipe de France. Avec un bilan catastrophique de trois défaites en trois matchs, huit buts encaissés et zéro but marqué, le Danemark est éliminé dès le premier tour.
Le 10 novembre 2001, il inscrit son quatrième but, en amical face aux Pays-Bas (score : 1-1). Il est ensuite retenu par le sélectionneur Morten Olen afin de participer à la Coupe du monde 2002 qui se déroule en Corée du Sud. Lors de ce mondial, il joue trois matchs de phase de poule, et délivre une passe décisive contre l'Uruguay. Le Danemark s'incline en huitième de finale face à l'Angleterre, avec Jørgensen sur le banc des remplaçants.
Le 11 octobre 2003, il marque son cinquième but, en amical contre la Bosnie-Herzégovine (score : 1-1). Par la suite, le 16 décembre de la même année, il se met en évidence en étant l'auteur d'un doublé en amical face à l'Angleterre. Il délivre également une passe décisive lors de cette rencontre, permettant à son équipe de s'imposer 2-3. Le 18 février 2004, il marque son huitième but, en amical contre la Turquie (victoire 0-1).
Un an plus tard, il participe au championnat d'Europe 2004 organisé au Portugal. Lors de ce tournoi, il joue quatre matchs. Il délivre une passe décisive en phase de groupe contre la Bulgarie. Le Danemark s'incline en quart de finale face à la Tchéquie.
Martin Jørgensen inscrit ensuite trois buts lors des éliminatoires du mondial 2006, contre l'Ukraine, puis lors d'une double confrontation face à l'Albanie. Le 1er septembre 2006, il marque son douzième et dernier but, face au Portugal, avec à la clé une victoire 4-2.
Le 29 mai 2008, il officie pour la première fois comme capitaine de la sélection, lors d'une rencontre amicale face aux Pays-Bas (score : 1-1). A trois reprises, il officie comme capitaine du Danemark.
Deux ans après, il est retenu par le sélectionneur afin de participer à la Coupe du monde 2010 organisée en Afrique du Sud. Il s'agit de sa troisième et dernière Coupe du monde. Avec un bilan d'une victoire et deux défaites, le Danemark est éliminé dès le premier tour.
Le 15 novembre 2011, il joue son dernier match, en amical contre la Finlande. Le Danemark s'impose 2-1.

## Palmarès
AGF Århus
- Vice-champion du Danemark en 1996
- Champion du Danemark de D2 en 2011
- Vice-champion du Danemark de D2 en 2015
- Vainqueur de la Coupe du Danemark en 1996

## Statistiques

### Buts en sélection
| Buts de Martin Jørgensen en sélection | Buts de Martin Jørgensen en sélection | Buts de Martin Jørgensen en sélection | Buts de Martin Jørgensen en sélection | Buts de Martin Jørgensen en sélection | Buts de Martin Jørgensen en sélection | Buts de Martin Jørgensen en sélection |
| ------------------------------------- | ------------------------------------- | ------------------------------------- | ------------------------------------- | ------------------------------------- | ------------------------------------- | ------------------------------------- |
| -                                     | Date                                  | Lieu                                  | Adversaire                            | Résultat                              | Compétition                           |                                       |
| 1.                                    | 3 Juillet 1998                        | Nantes, France                        | Brésil                                | 2-3                                   | Coupe du monde 1998                   |                                       |
| 2.                                    | 8 septembre 1999                      | Naples, Italie                        | Italie                                | 3-2                                   | Éliminatoires de l'Euro 2000          |                                       |
| 3.                                    | 13 novembre 1999                      | Tel Aviv, Israël                      | Israël                                | 5-0                                   | Match amical                          |                                       |
| 4.                                    | 10 novembre 2001                      | Copenhague, Danemark                  | Pays-Bas                              | 1-1                                   | Match amical                          |                                       |
| 5.                                    | 11 octobre 2003                       | Sarajevo, Bosnie-Herzégovine          | Bosnie-Herzégovine                    | 1-1                                   | Éliminatoire Euro 2004                |                                       |
| 6.                                    | 16 novembre 2003                      | Manchester, Angleterre                | Angleterre                            | 3-2                                   | Match amical                          |                                       |
| 7.                                    | 16 novembre 2003                      | Manchester, Angleterre                | Angleterre                            | 3-2                                   | Match amical                          |                                       |
| 8.                                    | 18 février 2004                       | Adana, Turquie                        | Turquie                               | 1-0                                   | Match amical                          |                                       |
| 9.                                    | 4 septembre 2004                      | Copenhague, Danemark                  | Ukraine                               | 1-1                                   | Éliminatoires Coupe du monde 2006     |                                       |
| 10.                                   | 9 octobre 2004                        | Tirana, Albanie                       | Albanie                               | 2-0                                   | Éliminatoires Coupe du monde 2006     |                                       |
| 11.                                   | 8 juin 2005                           | Copenhague, Danemark                  | Albanie                               | 3-1                                   | Éliminatoires Coupe du monde 2006     |                                       |
| 12.                                   | 1er septembre 2006                    | Brondby, Danemark                     | Portugal                              | 4-2                                   | Match amical                          |                                       |